# Pangermanisme
Pangermanisme (van Grieks pan = 'geheel, alle' en Latijn Germanus = 'Germaans' of 'Duits') is een Duits-nationalistische stroming ontstaan in de negentiende eeuw, volgens welke alle etnisch-Germaanse volken of alle Duitstaligen verenigd moesten worden in één staat. Sommige aanhangers gingen niet zo ver, maar steunden wel de kerngedachte dat alle Duitstaligen, onafhankelijk van in welke staat ze leefden, één volk vormden. Deze versie van het pangermanisme was op Duitsland georiënteerd en was populair in landen en gebieden waar men Duits sprak.
Er was echter ook een versie die geloofde dat alle Germaanse talen (dus inclusief het Nederlands) zo sterk verwant waren, dat ze eigenlijk samen één taal vormden en één volk. Deze versie was niet alleen populair in Duitsland maar ook in andere Germaanstalige gebieden, zoals Nederland en Vlaanderen. De drang tot het verenigen van het 'Germaanse volk' werd geprikkeld doordat men zich wilde afzetten tegen het 'Romaanse volk' (alle Romaanstaligen) en het "Slavische volk" ofwel alle Slavischtaligen.

## Geschiedenis

### Duitstalig pangermanisme
Het Duitstalige of etnisch-Duitse pangermanisme trad op de voorgrond na de eerste Duitse eenwording van 1870-1871 onder leiding van Pruisen. Het beleefde zijn hoogtepunt in het Interbellum ten tijde van het nazisme van Adolf Hitler: op grond van deze gedachte werden namelijk Oostenrijk (de Anschluss) en Sudetenland ingelijfd bij de Duitse staat vlak voor de Tweede Wereldoorlog. De Duitse propaganda legde de nadruk op de onvrijwillige scheiding van het Duitse volk, bijvoorbeeld door het Verdrag van Versailles. De leuze was dan ook:"Heim ins Reich", zoiets als "weer thuis in het Rijk". De inlijvingen van Oostenrijk en Sudetenland vonden plaats na volksraadplegingen (referenda) waar de overgrote meerderheid voor hereniging met Duitsland en het Duitse volk koos.

### Germaanstalig pangermanisme
De Vlaamse Aldietse Beweging hing een soort pangermanisme aan, waarbij Germaanstaligen van Duinkerke tot aan de Oostzee als één volk beschouwd werden. Het Diets zag men als de Germaanse oertaal (hetgeen wel enigszins te verdedigen is) en als fundament van een Germaans volk (zeer discutabel en vooral na de Oorlog uiterst beladen). Na ca. 1900 was zij echter nog weinig populair.
Ook in Nederland had deze Beweging wel aanhang, maar nationalistische tendensen spitsten zich eerder toe op de 'eigenheid' van Nederland of de Nederlandstaligen (dus samen met België of Vlaanderen) dan op pangermaanse natievorming.
Alleen Jan Derk Domela Nieuwenhuis Nyegaard, oprichter van Jong-Vlaanderen en aldus een leidende figuur van het Vlaamse activisme tijdens de Eerste Wereldoorlog raakte wel begeesterd door de gedachte van een Groot-Germaans rijk, waarin Duitsland, Groot-Duitsland welteverstaan, als kernnatie de leiding zou nemen. De aanhechting van Vlaanderen bij Nederland was hem zeer genegen, maar wel in dat kader.
Belangrijke stromingen binnen de NSB sympathiseerden weliswaar met het "Germanendom" maar wilden zich vóór de Oorlog toch ook onderscheiden van Duitsland en probeerden een onafhankelijke Nederlandse cultuur te bevorderen. Musserts 'doel' was een natiestaat gevormd door Nederland en Vlaanderen, waar later ook Wallonië en Frans-Vlaanderen bij moesten komen: hoewel deze bij een Germaanse 'statenbond' moest behoren wilde hij dus geen daadwerkelijke vereniging met Duitsland.
Deze Groot-Nederlandse aspiraties leefden ook in Vlaanderen bij het VNV en Verdinaso-aanhangers. Dit alles tot grote ergernis van de Duitse bezetter die niets wilden weten van een onafhankelijk 'Groot-Nederland' ten westen van 'Groot-Duitsland'. In Berlijn deden daarentegen plannen de ronde die neerkwamen op annexatie en het vervolgens opgaan van de Lage Landen in het 'Grootduitse Rijk'. Hierbij werd als rechtvaardiging verwezen naar het middeleeuwse Heilige Roomse Rijk toen de Nederlanden inderdaad deel hiervan waren. De rivaal van het V.N.V., de DeVlag van Jef van de Wiele, beoogde ook een aanhechting van Vlaanderen bij het Duitse Rijk. De DeVlag genoot dan ook de voorkeur van de SS-instanties.

## Claims
Gewoonlijk vonden Duitse pangermanisten dat aan Duitsland grenzende gebieden waar men (vermeend) Duits sprak tot deze groot-Duitse staat moesten behoren, zoals Duitstalig Oostenrijk, Sudetenland (hoorde eerst bij Oostenrijk-Hongarije, later Tsjecho-Slowakije), de Elzas (Frankrijk), Lotharingen (Frankrijk), Luxemburg en delen van Polen en Zwitserland. Maar ook verder weggelegen gebieden in Oost-Europa kwamen in aanmerking, soms zelfs (delen van) Amerika. Eventueel konden ook alle Germaanstaligen tot het gewenste Groot-Duitsland gerekend worden, zoals (met name) Nederland en Vlaanderen; maar soms ook Engeland, Noorwegen, Zweden, IJsland en Denemarken (niet Finland, waar men een niet-Germaanse taal spreekt). Koloniën van Germaanstalige landen telden natuurlijk ook mee.
Groot-België · Groot-Nederland · Heel-Nederland · Pangermanisme · Rattachisme

Zie ook: Prinsenvlag · Politiek revisionisme